# Взятие Нанта (843)
Взятие Нанта (фр. prise de Nantes) — захват и разграбление 24 июня 843 года франкского города Нант викингами под командованием Гастинга.

## Исторические источники
О взятии Нанта викингами сообщается в нескольких раннесредневековых исторических источниках: в «Бертинских анналах», в «Ангулемских анналах», в «Фонтенельской хронике», в хронике Регино Прюмского, в «Нантской хронике», в «Хронике Анже», в хронике Адемара Шабанского, а также в сочинении современника событий Эрментария «Перенесение мощей и чудеса святого Филиберта».
Наиболее подробные свидетельства находятся в «Нантской хронике». В основе большинства её свидетельств о взятии Нанта лежат какие-то не дошедшие до наших дней источники времён правления Карла II Лысого. Однако в ней имеются также сведения (например, об обстоятельствах гибели епископа Гунтарда) основанные на преданиях, и подвергающиеся историками сомнению.

## Предыстория
Набеги викингов на территорию Франкского государства начались в правление императора Карла Великого. Они продолжились и при его преемнике Людовике I Благочестивом, а после смерти этого монарха в 840 году значительно участились. Особенно сильно страдали от набегов норманнов прибрежные области.
Инициатором нападения викингов на Нант был один из представителей нейстрийской знати Ламберт II. Сын Ламберта I, владевшего Нантом до 831 года, он также надеялся получить от правителя западных франков Карла II Лысого это владение. Однако король предпочёл в 841 году назначить на эту должность Рено Эрбожского.
Не получив Нант, Ламберт II поднял мятеж против Карла II Лысого. Он нанял на службу войско викингов во главе с Гастингом, прибывшее во Франкию из Ирландии и в то время разорявшее владения короля франков в долине реки Луары, а также заключил союз с правителем Бретани, графом Ванна Номиноэ, ведшим войну с Карлом II Лысым. Как союзник бретонцев Ламберт II участвовал в военных действиях против франков, и 24 мая 843 года вместе с Эриспоэ, сыном Номиноэ, одержал победу в сражении при Блене, в котором погиб граф Рено Эрбожский.
Сразу же после сражения при Блене Ламберт II прибыл в Нант и объявил себя графом этого города. Однако он не долго управлял городом, и уже приблизительно через две недели был изгнан.

## Взятие Нанта
Желая наказать жителей Нанта за непокорность, Ламберт II организовал нападение на город нанятых им викингов-вефальдингов под командованием Гастинга. В средневековых хрониках сообщается, что известие о намерении викингов совершить набег на Нант быстро разнеслось по селениям долины Луары, вынудив местных жителей искать убежища за стенами города. Тем не менее франки, зная о сильном затруднении судоходства по Луаре летом из-за обмеления реки, ожидали нападения викингов не раньше осени. Поэтому каких-либо мер предосторожности, кроме закрытых ворот, в Нанте принято не было. Однако Ламберт II предоставил Гастингу лоцманов, проведших флот викингов вверх по Луаре, и когда ранним утром 24 июня, в день Рождества Иоанна Предтечи, армия норманнов на шестидесяти семи судах подошла к Нанту, это стало для городской охраны полной неожиданностью.
Приняв флот викингов за суда купцов, нантские воины продолжили бездействовать. По свидетельству «Нантской хроники», последовавшее затем нападение было столь стремительным, что охваченные паникой франки не оказали норманнам никакого сопротивления, позволив тем беспрепятственно взобраться на стены и изнутри взломать ворота. Ворвавшись в Нант, викинги предались грабежам и убийствам. Некоторые из франков забаррикадировались в каменном кафедральном соборе Святых Петра и Павла, где шла торжественная месса в память о святом Иоанне Крестителе. Однако норманны через окна проникли в здание и убили всех, кто там был, включая епископа Гунтарда. Множество франков, как горожан, так и жителей окрестных селений, укрывшихся в городе от бесчинств бретонцев и викингов, также было убито. Особенно зверствовали норманны в отношении христианских церквей (кафедральный собор они разрушили полностью) и лиц духовного сана. Большое число франков было пленено: викинги увезли их в свой лагерь на острове Нуармутье, и позднее часть из них была освобождена за выкуп, а часть продана в рабство. Нант был разграблен и частично сожжён.

## Последствия
Войско Гастинга до конца года разоряло селения долины Луары, а поздней осенью возвратилось в свой лагерь в Нуармутье и здесь перезимовало. Это был первый в истории случай, когда викинги на зиму остались во Франкском государстве, а не отплыли на свою родину. Ещё на протяжении сорока лет Гастинг, для которого взятие Нанта стало первым значительным военным успехом, разорял различные области Западно-Франкского королевства. Возможно, в 890-х годах он переправился в Британию, где и умер.
Взятие Нанта викингами позволило Ламберту II снова установить свой контроль над этим городом. То союзник правителя Бретани Номиноэ, то вассал короля Западно-Франкского государства Карла II Лысого, он с перерывами правил Нантом до 850 года.
Союзник Ламберта II, правитель Бретани Номиноэ, продолжил войну с франками, и в 845 году разгромил их в сражении при Баллоне.

## Комментарии
1. ↑  Это наиболее раннее в средневековой литературе упоминание об участии норвежцев в походах викингов[10].